# Edam
Edam er en by i provinsen Nordholland i Holland. Edam og den nærtliggende Volendam udgør tilsammen byområdet Edam-Volendam. Edam har omkring 7.380 indbyggere, og byens navn stammer fra en dæmning ved den den lille flod IJe eller blot E. Byen er internationalt nok mest kendt for at være hjemsted for Edam-osten.

## Historie
Dæmningen over IJe stammer fra 1230, og ved dennes opførelse opstod der en forretning i forbindelse med omladning af varer mellem de to sider af dæmningen, og dermed var der grundlag for, at Edam blev etableret. Andre erhverv som skibsbygning og fiskeri bidrog ligeledes til byens udvikling.
Edam fik tildelt byrettigheder i 1357, og dette gav anledning til udvidelse af havnen. Da ostehandlen i det 16. århundrede blomstrede op, blev byen efterhånden en af Nordhollands vigtigste byer, og dens havn havde i sin storhedstid hele 33 kajer. Imidlertid var byen konstant i fare for at blive ramt af stormfloder, og derfor gav kejser Karl 5. i 1544 ordre til, at havnen skulle afskærmes med sluser. Dette medførte en økonomisk nedgang pga. besværligheder med at opretholde skibsbyggeriet. 
Ostehandlen betød, at der blev givet tilladelse til afholdelse af ugentlige markeder i byen, hvilket fortsatte helt frem til 1922. Dette marked er blev genoplivet fra 1989 af hensyn til turismen i sommerperioden.